# Monapia lutea
Monapia lutea är en spindelart som först beskrevs av Hercule Nicolet 1849.  Monapia lutea ingår i släktet Monapia och familjen spökspindlar. Inga underarter finns listade i Catalogue of Life.